# Rue Georges-Picquart
La rue Georges-Picquart est une rue située dans le 17e arrondissement de Paris, en France.

## Situation et accès
La rue Georges-Picquart est une voie commençant au 13, boulevard Pereire et se terminant au 124, rue de Saussure.

## Origine du nom
Elle porte le nom du général Marie-Georges Picquart (1854-1914), figure marquante de l’affaire Dreyfus qui avait alors le grade de lieutenant-colonel,.

## Historique

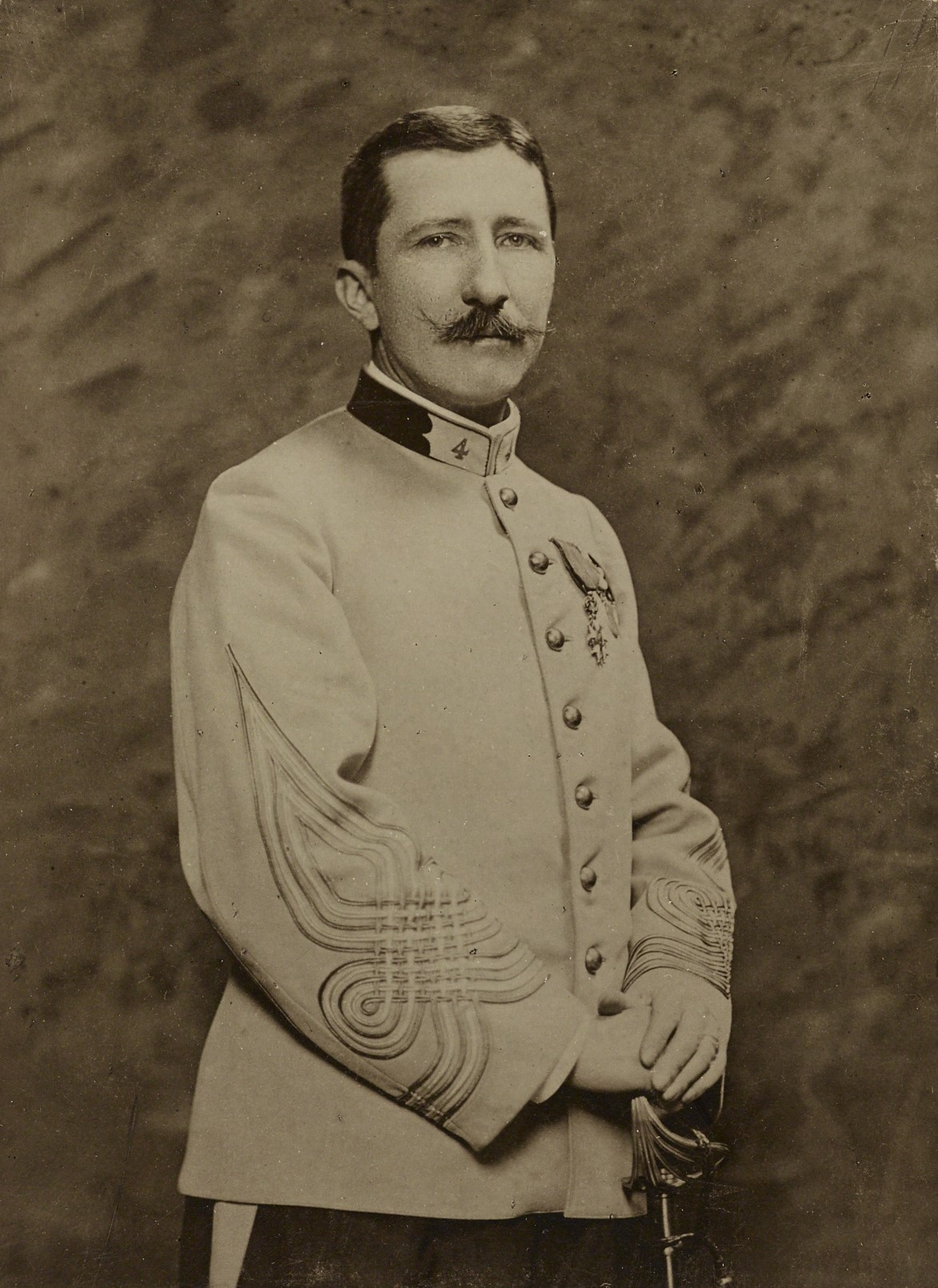
Le lieutenant-colonel Picquart, au moment de l’affaire Dreyfus et des procès Zola.

La voie est créée dans le cadre de l'aménagement de la ZAC Clichy-Batignolles sous le nom provisoire de « voie BV/17 » et prend la dénomination rue Marie-Georges-Picquart en 2004. 
Le 16 février 2016, la rue Marie-Georges-Picquart est simplifiée en rue Georges-Picquart.

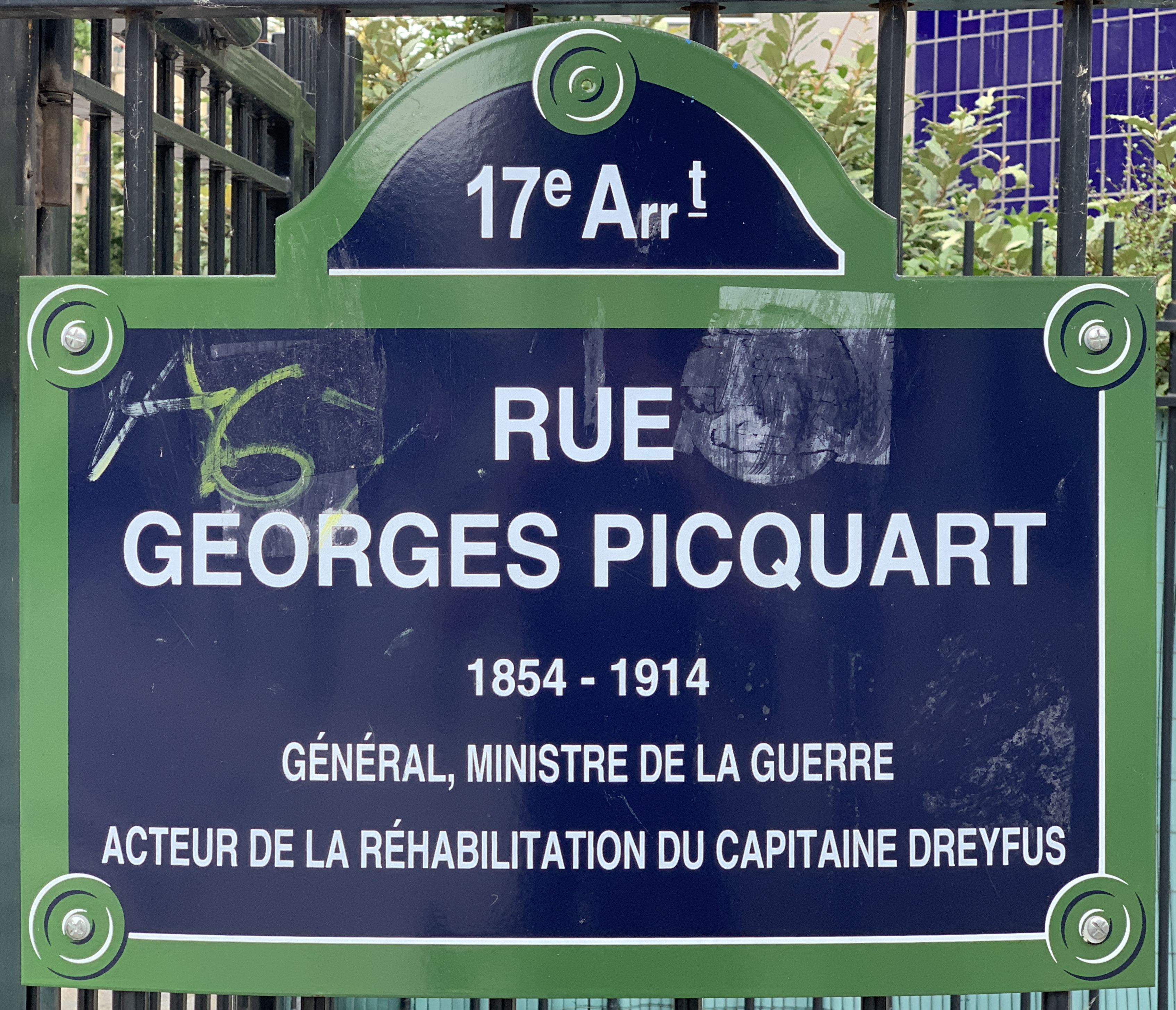
Plaque de rue.

Au sein du lotissement Saussure Pont Cardinet, cette voie a été nommée en même temps que la rue Mère-Teresa et la rue Severiano-de-Heredia.
Les travaux de création de cette voie nouvelle se sont terminés le 3 juin 2014.

## Bâtiments remarquables et lieux de mémoire
- Nos 4-22 : en mai 2014, le siège social du groupe Klesia déménage dans l'immeuble Strato couvrant les nos 4 à 22[6].
- No 34 : collège d'enseignement secondaire général Saussure-Batignolles. Renommé « La Rose blanche ».
- À l'angle de cette rue et de la rue Severiano-de-Heredia, un cabinet d’architectes a réalisé un projet d'immeuble ayant le « rôle clé d'assurer l'articulation entre deux temps de l'urbanisation parisienne[7] ».

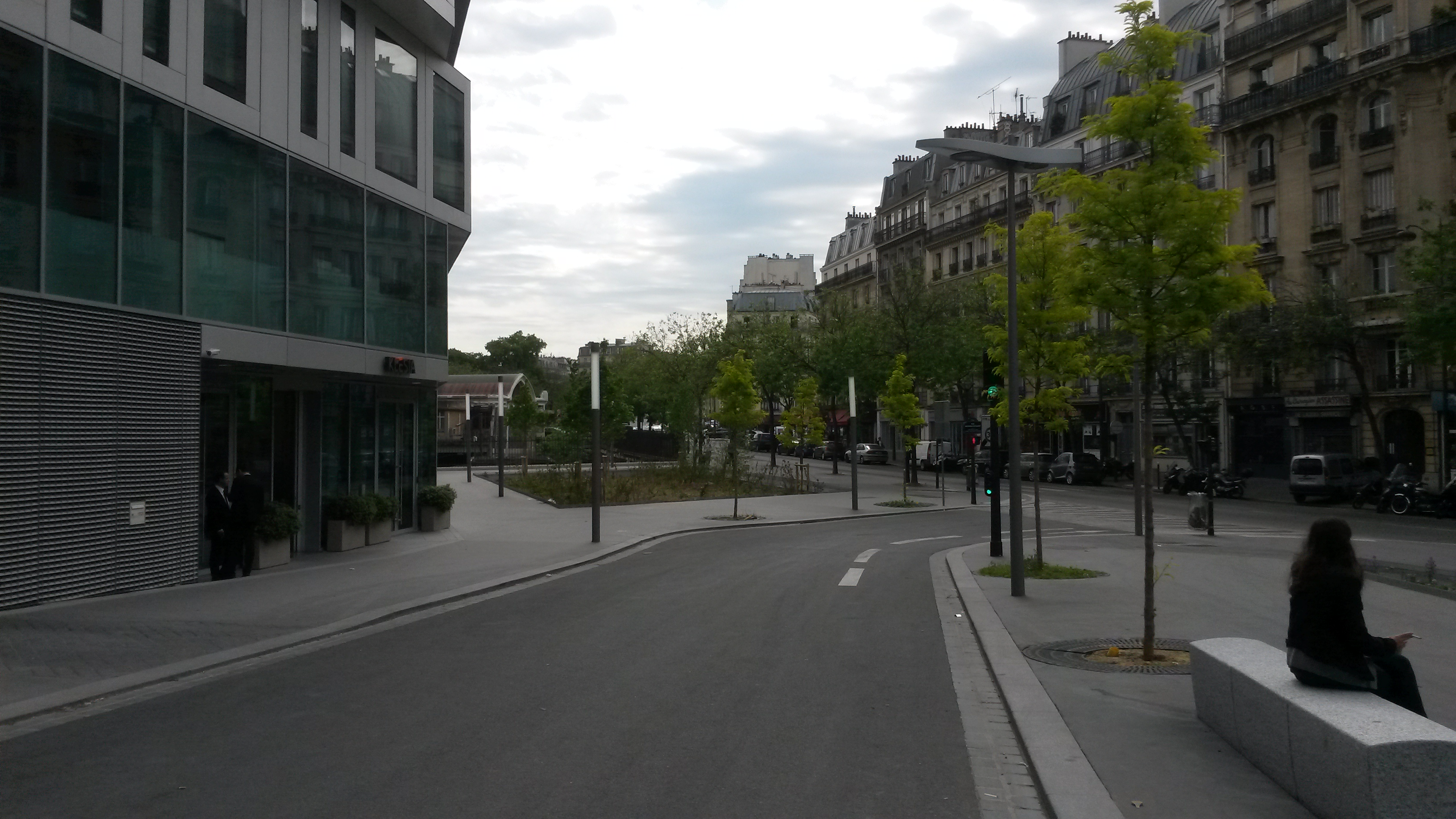
Vue prise en bas de la rue ; à gauche : l'immeuble Strato.
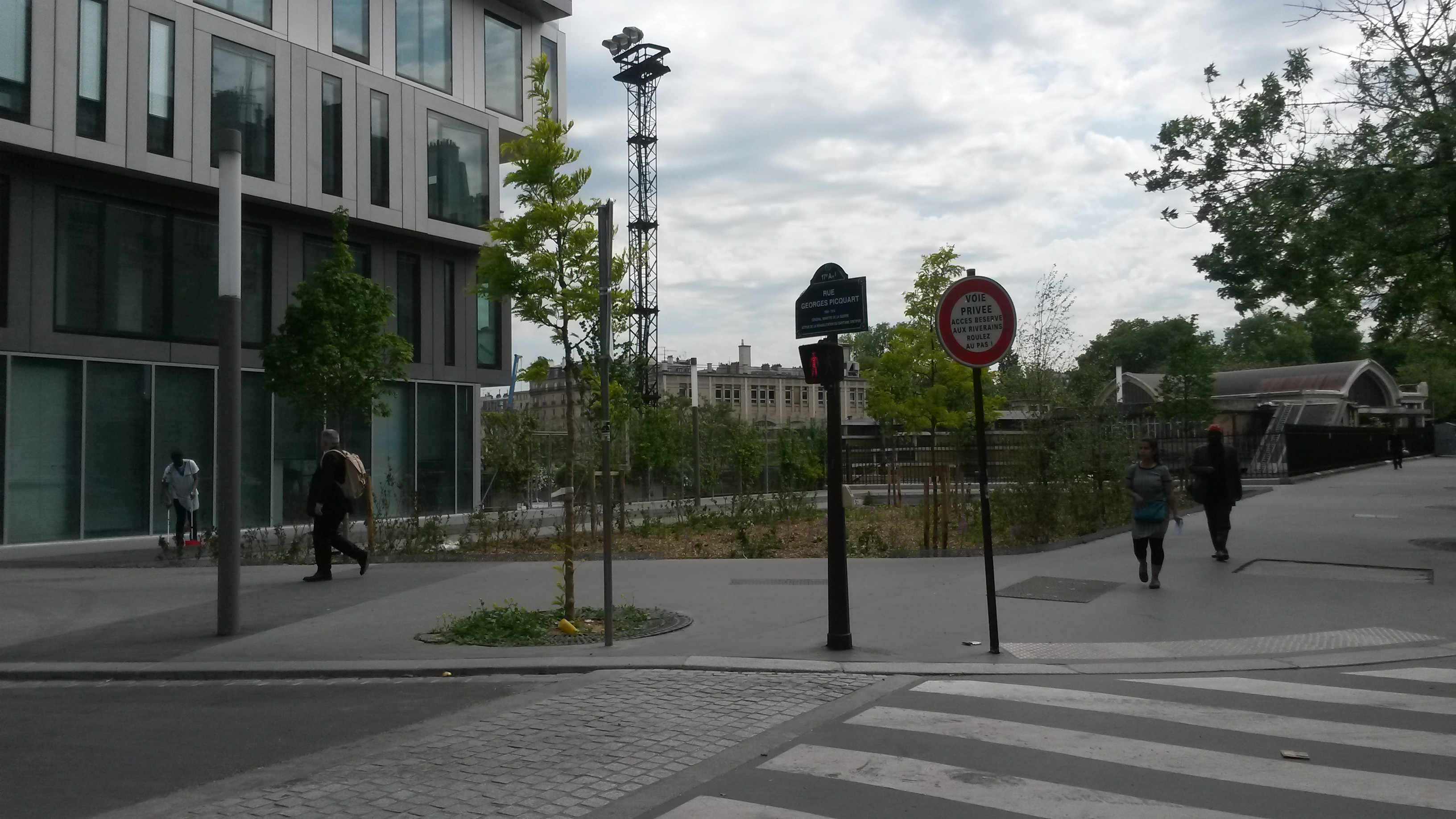
Vue prise en bas de la rue ; à gauche : l'immeuble Strato.
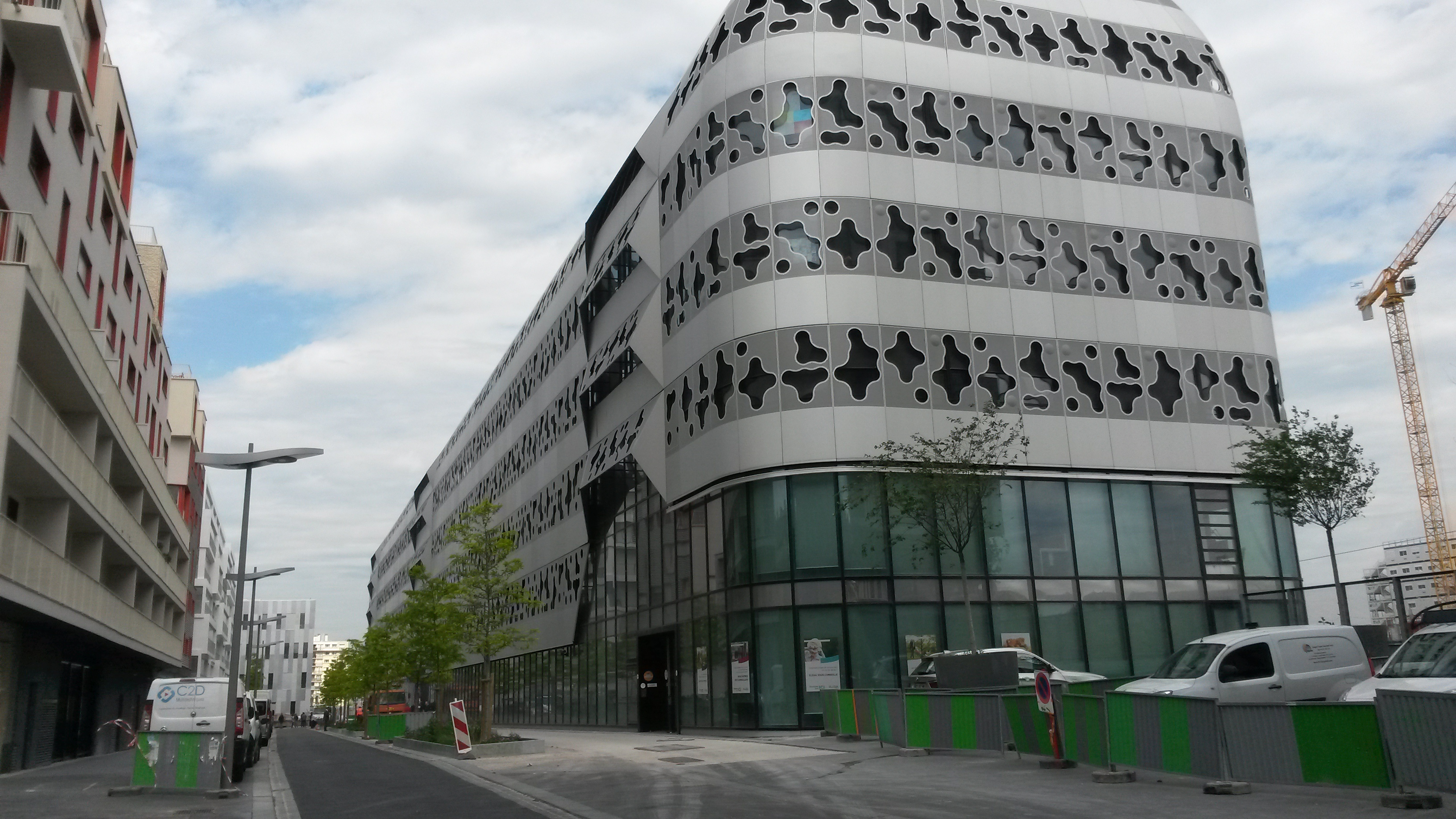
Rue George-Picquart depuis le bas de la rue Mère-Teresa (en bas à droite sur la photo).

## Pour approfondir